# Kakasy Dóra
Kakasy Dóra (Budapest, 1980. augusztus 28. –) magyar színésznő.

## Élete
Az általános iskola mellett 7 éven át zongorázott, és 8 évig művészi tornázott.
Középiskolai évei alatt színházi előadásokon lépett fel, elsőként a Szerb utcai Egyetemi Színpadon. A József Attila Gimnázium Latinovits Zoltánról elnevezett színjátszóköre és Lukácsi Huba által ismerkedett meg a klasszikus színjátszás alapjaival. Versmondó versenyeken sok sikert ért el.
Első alkalommal nem vették fel a Színház- és Filmművészeti Főiskolára, így 1 évig a Nemzeti Színház stúdiósa volt.
1999-ben felvételt nyert a Főiskolára, ahol 3 évet töltött. 2002-ben Fodor Tamás meghívta a Stúdió K-ba. Itt öt évig játszott. Azóta szabadúszó.
2003–2004-ben a Duende (együttes) énekese volt.
2013 és 2016 között elvégezte a Színház- és Filmművészeti Egyetem Drámainstruktor-Színjátékos szakát.
2017-ben önálló lemeze jelent meg Szabó T. Anna verseiből Kovács Adrián zenéjével Nap, Hold, Nő címmel.

## Színházi szerepei
- Dodo Gombar: Ég és nő között....Nő (2019)
- Marton Mária: Vendetta….Panna (Dunaújváros 2019)
- Hamvas Béla–Jaross Viktória: Bormámor....PR Kati (2018)
- Eric Toledano–Olivier Nakache: Életrevalók (2018)
- Marton Mária: Vendetta....Panna (2017)
- Györei Zsolt–Schlachtovszky Csaba: Kuplékirály....Úriasszony, Pincérnő (2017)
- Sűcs Zoltán: Addikt....Kriszta (2017)
- Szabó T. Anna–Kovács Adrián–Kakasy Dóra: Szeressem végre magamat (2016)
- Szepes Mária–Jaross Viktória: Merre tartasz ember?....Feleség (2015)
- Mark Haddon–Simon Stephens: A kutya különös esete az éjszakában....Siobhan (2015)
- Michael Frayn: Függöny fel!....Poppy (2015)
- E. V. Rathenböck: Jéggyerek....Katrin (2011)
- Benedek Elek–Litvai Nelli: Világszép nádszálkisasszony....Nővér, Macska, Hajnal, Haramia (2011)
- Ady Endre–Halmy György: Az óperenciás tengeren (2010)
- D. H. Lawrence–Tamási Zoltán: A vadőr....Constance Chatterley (2010)
- Heltai Jenő: Naftalin.....Milka (2010)
- Jaross Viktória: MM avagy mindent magamról....Szinderellá (2009)
- Tamási Zoltán: Hű, de messze van Petuski!....Olga, egy angyal (2008)
- Jaross Viktória: Café Internazionálé (2008)
- Sergi Belbel: Mobil....Rosa (2008)
- Jaross Viktória: L’élek az esőben....Egy Nő (2007)
- Mosonyi Alíz: Diótörő Ferenc és a nagy szalonnaháború....Pirlipát, játékhercegnő (2006)
- Jordi Galceran: Dakota....Laura (2006)
- Szeredás András–Fodor Tamás: Barbara őrnagy - G. B. Shaw után....Sarah (2005)
- Tamási Zoltán: Fűrészelés, forgácsok, roncsok....Olga (2005)
- Forgách András: Halni jó!....Blanka (2004)
- David Gieselmann(wd): Herr Kolpert....Sarah Dreher (2004)
- Danilo Kiš: A görény dala....Nasztaszja (2004)
- John Osborne–Sediánszky Nóra: Dühöngő....Sylkka (2004)
- Grimm fivérek–Mosonyi Alíz: Hamupipőke (mese)....Ella (2003)
- Vörös István: Svejk, a féregirtó, avagy a puska nem sül el....Markéta Samsa (2003)
- Arisztophanész: Acharnaebeliek (2003)
- Jean Racine: Phaedra....Arícia hercegnő (2003)
- Balla Zsófia: Rózsa és Ibolya....Olga, a cseh király lánya (2003)
- Grimm-testvérek–Mosonyi Alíz: Csipkerózsika....Csipkerózsika (2002)
- Esterházy Péter: Egy nő (2001)

## Filmjei
- S.E.R.E.G. (2024)
- Drága örökösök – A visszatérés (2022–2024)
- Doktor Balaton (2022)
- A Séf meg a többiek (2022)
- Pilátus (2020)
- Segítség! Itthon vagyok! (2020)
- Mintaapák (2019)
- Jófiúk (2019)
- Cseppben az élet (2019)
- 200 első randi (2018)
- A mi kis falunk (2018, 2019)
- 200 első randi (2018)
- Nyitva (2018)
- Terápia (2017)
- Jóban Rosszban (2015–2016): Bartos Kata
- Hacktion: Újratöltve (2013)
- Nulladik találkozás (2010)
- Barátok közt (2008–2010): Weidner Nikolett
- Márió a varázsló (2008)
- Csendkút  (2007)
- Utolsó őrjárat (2007)
- Az elsőszülött (2007)
- Határvidék (2006)
- Budakeszi srácok (2006)
- Indián nyár (2006)
- De kik azok a Lumnitzer nővérek? (2006)
- A zsidónegyed (Ősi fészek – A Király utca) (2006)
- Gyász (2005)
- Hidden Corridors (2005)
- Montecarlo! (2004)
- Impromptu (drogellenes kampányfilm) (2003)
- Csocsó, avagy éljen május elseje! (2001)

## Díjai, elismerései
- Versünnep - Fődíj (2015)